# Prince (dignité)
Pour les articles homonymes, voir prince.
 (avril 2020).
Si vous disposez d'ouvrages ou d'articles de référence ou si vous connaissez des sites web de qualité traitant du thème abordé ici, merci de compléter l'article en donnant les références utiles à sa vérifiabilité et en les liant à la section « Notes et références ».
Prince  (du latin princeps, premier), ou son équivalent féminin princesse, est un titre de noblesse héréditaire dont le porteur a la dignité la plus élevée de la hiérarchie nobiliaire d'une monarchie (ex. : le prince [belge] de Ligne) ou d'une ex-monarchie (ex. : le prince [bavarois] de Tour et Taxis), ou est le titre d'un souverain (ex. : le prince souverain de Monaco), ou également d'un membre d'une maison régnante (ex. : le prince Joachim de Danemark ou le prince Guillaume de Luxembourg) voire anciennement régnante/souveraine par courtoisie (ex. : la princesse Maria-Pia de Savoie ou la princesse Leila Pahlavi).
De manière absolue, lorsque le mot prince se dit avec l'article défini, il désigne le souverain qui commande dans le lieu où l'on parle. Il désigne le chef d'un État, c'est-à-dire le « premier des citoyens », quel que soit son titre, ou même son régime politique. On retrouve cette acception dans l'expression « le fait du prince ». C'est ainsi que Nicolas Machiavel a nommé son ouvrage traitant de l'art et la manière de gouverner, Le Prince.

## Histoire du rang et du titre de prince
Terme générique pour indépendant ou souverain. Par exemple, certains dirigeants utilisent les titres de seigneur, baron souverain, comte souverain, marquis, duc, prince. Ils sont toujours considérés comme des princes même s’ils n’utilisent pas toujours le titre. C’est le sens de prince au Moyen Âge et celui utilisé par Machiavel.
Prince est aussi un nom qui se donne à ceux qui, sans être souverains ou de maison souveraine, possèdent des terres qui ont le titre de principauté.
On appelle princes de l'Église les cardinaux.

## Titre de noblesse

### En Belgique

#### Histoire de Titre et rang
En Belgique, le titre de prince — distinct de celui de prince de la famille royale — est le titre de noblesse le plus élevé de la hiérarchie nobiliaire. Au contraire des titres de marquis ou de duc, il n'est pas octroyé par le roi des Belges à un roturier, mais seulement à des aristocrates  dont la famille, même étrangère, détenait le grade ou le titre de prince avant l'indépendance de la Belgique (1830).

#### Catégories
Le titre et le rang de prince en Belgique sont de trois catégories. Il n’y a que quelques familles qui possèdent potentiellement ce titre en Belgique : 
- La première catégorie est la maison royale de Belgique, dont les membres sont qualifiés de « princes » et « princesses »[6],
- La deuxième catégorie est le titre noble de prince, reconnu généralement aux familles princières étrangères qui prennent la nationalité belge[6],
- Et la troisième catégorie est celle des familles nobles reconnues comme étant de rang princier, ex. : la famille des comtes souverains de Limburg Stirum[7].

### En France
Comme il n'existe plus de principautés en France, cette qualité n'y est pas un titre de noblesse, il s'agit toujours soit de l'appartenance à la famille régnante, soit d'un titre étranger.
En France, le titre de prince s'applique essentiellement à la famille royale directe. C'est ainsi que les appellations de princes de Condé, de Conti, de Dombes, de Joinville, etc. étaient données à des branches cadettes de la famille de Bourbon sans que ces terres aient été qualifiées de principauté. « Monsieur le Prince » était le titre donné au prince de Condé à la cour de Louis XIV.
Au cours de l'histoire, le titre de prince et le rang de principauté furent donnés à certains fiefs par l'usage et l'ancienneté de l'appellation. Cependant, lorsqu'il y eut création de titres de princes ou de principautés par le roi, sous l'Ancien Régime ou la Restauration, ce titre n'engendra aucune préséance sur les titres ducaux, qui restaient le rang le plus élevé des titres nobiliaires.
Le titre de prince est porté par plusieurs familles nobles françaises prétendant posséder ce titre dans des titres anciens, mais il s'agit d'une traduction de la qualité de princeps, qui s'applique au premier des seigneurs de la contrée. C'est ainsi que la famille de Talleyrand prétendait avoir le titre de prince de Chalais.
Le titre de prince est également porté par les princes de l'Empire, bénéficiaires de titres de victoires, qui reçurent leur dignité princière de Napoléon Ier. Ces titres étaient accordés par l'Empereur après des exploits militaires et furent accordés à quatre de ses maréchaux : Louis Nicolas Davout, prince d'Eckmühl, Louis-Alexandre Berthier, prince de Wagram, André Masséna, prince d'Essling et Michel Ney, prince de la Moskowa. Ces titres étaient assis sur des domaines érigés en principauté et fief immédiat de la couronne, mais avec un nom différent, celui d'une victoire française, et sans aucune souveraineté.
Les princes de l'Empire reçurent le prédicat d'Altesse Sérénissime pour les grands dignitaires de l’Empire. Le prédicat d'altesse sérénissime des grands dignitaires de l’Empire n'était pas héréditaire et leurs titres de prince étaient attachés à un majorat de 200 000 francs de revenus.

### Princes dans les territoires d'empires
Dans les empires comme le Saint-Empire, l'Autriche ou la Russie, le prince était le titulaire d'un fief souverain qui pouvait être mondain ou ecclésiastique.
En Allemagne, le prince est titulé Fürst s'il s'agit d'un actuel chef d'une famille princière, pour exemple, le souverain d'une principauté, à la différence des agnats. Le Fürst se distingue de ses fils ou neveux, qui portent le titre de Prinz. Son épouse porte le titre de Fürstin, traduit le plus souvent en français par « princesse ». Les titres Fürst et Fürstin ne sont assumés qu'avec la succession au poste de chef de famille. Le prince héritier est le Erbprinz dans les familles princières.
Le titre de Fürst n'est généralement pas détenu par des membres ou des chefs de maisons de rang supérieur (anciennement dynasties royales, grand-ducales ou ducales). Le prince héritier d'une famille royale toujours régnante, donc un futur roi, est appelé Kronprinz (prince de couronne). Lorsqu'ils ne règnent plus, ils utilisent des titres différents selon la tradition.
En Russie, knyaz (traduction de « prince »), est le plus haut degré de la noblesse, comme dans la Chine impériale, où il existait néanmoins cinq grades de princes, du temps de la dynastie des Zhou et des Qing.

### Princes Islamiques

#### Islam Sunnite
Le titre de Prince est utilisé dans l'Islam sunnite pour les Imams sunnites ishaanis, chefs suprêmes de la communauté soufie Naqshbandi en tant que descendants du saint musulman Hazrat Ishaan (1563-1642) et du patriarche Sayyid Bahauddin Naqshband (1317-1389), par ailleurs appartenant à la famille du Prophète Muhammad. Les titres "Shahzada", "Amir", "Mir" et "Sardar" sont tous traduits par "Prince" et sont encore utilisés aujourd'hui pour s'adresser aux « Hazrat Ishaans », comme au temps de l'Empire moghol et du royaume d'Afghanistan. Cette coutume s'est maintenue et a survécu à l'abolition de la monarchie afghane après l'invasion soviétique de l'Afghanistan,.

#### Islam Chiite
Dans l'Islam chiite le titre de prince est également utilisé pour l'Aga Khan, leader de la communauté Nizâri ismailien. Les Aga Khan descendent du chah de Perse, Fath Ali Chah Qadjar, par une de ses filles et portent par ce lignage, conformément à la tradition perse, le titre de prince et sont membres de la dynastie Kadjar,, bien que descendants directs du Prophète. Le Raj britannique reconnaît officiellement la communauté religieuse des Ismaéliens et l'Aga Khan comme leur imam en 1877, et celui-ci comme prince et à titre héréditaire en 1887.

### Princes actuels
Il existe trois territoires en Europe qui sont des principautés et qui confèrent aux chefs de ces États le titre de prince :
- Andorre, qui confère le titre de coprinces d'Andorre au président de la République française et à l'évêque d'Urgell ;
- Monaco, qui confère le titre de prince de Monaco ;
- Liechtenstein qui confère le titre de prince de Liechtenstein.

Par ailleurs, des princes étrangers ont élu domicile en France (ou partiellement) depuis de nombreuses années, et sont propriétaires de domaines et châteaux français, dont :
- Le prince Henrik de Danemark, châtelain de Caïx ;
- Le prince Karim Aga Khan IV, 49e Imam ismaélien nizârite, châtelain d'Aiglemont ;
- Le prince Charles-Henri de Lobkowicz, châtelain de Fourchaud, châtelain du Vieux Bostz[14], châtelain de Rochefort et châtelain du Nouveau Bostz (château où il réside) ;
- Le prince Hany Kayali, cousin des Aga Khan, châtelain du Mesnil-Geoffroy[15] ;
- Le prince Mohammed ben Salmane Al Saoud, prince héritier d'Arabie Saoudite, propriétaire du château Louis XIV.

## Princes dans laBible

### Les princes d'Israël de l'Ancien Testament
Plusieurs princes d'Israël sont nommés dans l'Ancien Testament. Les princes d'Israël apportaient leur offrande à Dieu au nom de la tribu qu'ils représentaient et ils commandaient le corps de l'armée de la tribu dont ils étaient princes. Chaque prince d'Israël était chef de la maison paternelle de sa tribu.
À titre d'exemple, dans le désert de Sinaï, le premier jour du second mois, la seconde année après la sortie du pays d'Égypte du peuple d'Israël, voici les noms de princes mentionnés pour les douze tribus :
1. Prince de la tribu de Ruben : Élitsur, fils de Schedéur[20]
2. Prince de la tribu de Siméon : Schelumiel, fils de Tsurischaddaï[21]
3. Prince de la tribu de Juda : Nahshon, fils d'Amminadab[22]
4. Prince de la tribu d'Issacar : Nethaneel, fils de Tsuar[23]
5. Prince de la tribu de Zebulon : Éliab, fils de Hélon[24]
6. Prince de la tribu d'Éphraïm : Élishama, fils d'Ammihoud[25]
7. Prince de la tribu de Manassé : Gamliel, fils de Pedahtsur [26]
8. Prince de la tribu de Benjamin : Abidân, fils de Guideoni[27]
9. Prince de la tribu de Dan : Ahiézer, fils d'Ammischaddaï[28]
10. Prince de la tribu d'Asher : Paguiel, fils d'Ocran[29]
11. Prince de la tribu de Gad : Éliasaph, fils de Déuel[30]
12. Prince de la tribu de Nephthali : Ahira, fils d'Énan[31]

Lorsque le peuple d'Israël se préparait à se partager le pays de Canaan , de nouveaux princes d'Israël ont été nommés, les autres princes étant morts dans le désert :
1. Prince de la tribu de Siméon : Samuel, fils d'Ammihud[33]
2. Prince de la tribu de Juda : Caleb, fils de Jephunné[34]
3. Prince de la tribu de Issacar : Paltiel, fils d'Azzan[35]
4. Prince de la tribu de Zabulon :  Élitsaphan, fils de Parnac[36]
5. Prince de la tribu de Éphraïm : Kemuel, fils de Schiphtan[37]
6. Prince de la tribu de Benjamin : Élidad, fils de Kislon[38]
7. Prince de la tribu de Dan : Buki, fils de Jogli[39]
8. Prince de la tribu de Aser : Ahihud, fils de Schelomi[40]
9. Prince de la tribu de Nephthali : Pedahel, fils d'Ammihud[41]
10. Prince de la demi-tribu de Manassé : Hanniel, fils d'Éphod[42]

### Le Prince ou le Messie
Dans l'Ancien Testament, le livre d'Isaïe annonce la naissance d'un enfant qui deviendra un chef et qui aura l'esprit de Dieu. Selon la tradition chrétienne, ce rejeton serait le Messie et ce livre annoncerait la naissance de Jésus. Cet enfant est appelé :
- « Prince de la paix »[43].

Dans le Nouveau Testament, Jésus est appelé :
- « Prince de la vie »[44] ;
- « Prince et Sauveur »[45] ;
- « Prince du salut des fils de Dieu »[46] ;
- « Prince des rois de la Terre »[47].

### Le Prince des ténèbres
Il est écrit dans le Nouveau Testament que les scribes et les pharisiens croyaient que Belzébuth, prince des démons, chassait les démons.
Jésus y parle de l'existence d'un prince de ce monde :
- «...le prince de ce monde sera jeté dehors. »[51]
- «...le prince du monde vient. »[52]
- «...le prince de ce monde est jugé. »[53]

L'apôtre Paul parle de princes du mal :
- «...dans lesquels vous marchiez autrefois, selon le train de ce monde, selon le prince de la puissance de l'air, de l'esprit qui agit maintenant dans les fils de la rébellion »[54]
- « Car nous n'avons pas à lutter contre la chair et le sang, mais contre les dominations, contre les autorités, contre les princes de ce monde de ténèbres, contre les esprits méchants dans les lieux célestes. »[55]